# Mount Goorhigian
Mount Goorhigian ist mit 1115 m der höchste Berg der Demas Range an der Hobbs-Küste des westantarktischen Marie-Byrd-Lands.
Der United States Geological Survey kartierte ihn anhand eigener Vermessungen und Luftaufnahmen der United States Navy zwischen 1959 und 1965. Das Advisory Committee on Antarctic Names benannte den Berg 1966 nach Martin Goorhigian (* 1932), Meteorologe des United States Antarctic Program auf der Byrd-Station im Jahr 1961.